# Гавришівка (Самарівський район)
Гавриші́вка — село в Україні, у Личківській сільській громаді Самарівського району Дніпропетровської області. Населення за переписом 2001 року становить 55 осіб.

## Географія
Село Гавришівка знаходиться в степу за 2 км від правого берега каналу Дніпро - Донбас, на відстані 4,5 км від села Личкове. Поруч проходять автомобільна дорога Т 0412 і залізниця, станція Бузівка за 4,5 км.
Село засноване у степу.
1989 року за переписом тут проживало приблизно 120 осіб.